# ペルジーノ

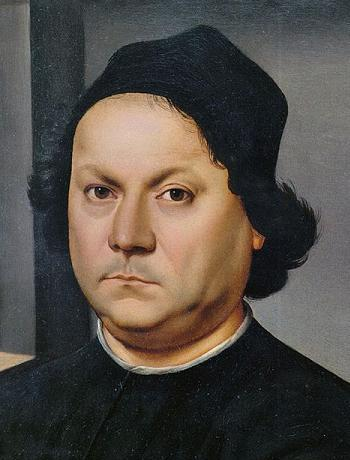
ペルジーノか、師のヴェロッキオを描いたものかで意見が分かれる肖像画

ペルジーノ（Perugino, 1448年頃 - 1523年）は、ルネサンス期のイタリアのウンブリア派を代表する画家。
1450年頃、ペルージャ近郊のチッタ・デッラ・ピエーヴェに生まれる。本名はピエトロ・ヴァンヌッチ（Pietro Vannucci）。「ペルジーノ」は「ペルージャ人」の意味である。
フィレンツェのヴェロッキオの工房にて油彩を習得した。
当時極めて人気の高い画家であり、多くの助手や徒弟を抱えて制作活動を展開したが、その注文の多さが原因で同じモチーフを繰り返しつつも質の劣る作品を描いた。
ペルジーノの事績のうち重要なことは、ボッティチェリ、ギルランダイオらとともに、バチカン、システィーナ礼拝堂の壁画装飾を担当したことである。ペルジーノは、この壁画制作にあたり棟梁的な役目を果たしたとみなされており、若きラファエロの師でもあった。イタリア中から発注を受け「神のごとき画家」と賞賛されるも、宗教改革以降に多くの祭壇画が散逸してしまった。

## 特徴
ペルジーノの人物像は、やや感傷的、類型的なきらいはあるが、優美で上品な表現が特色である。殊に、フィレンツェのパラティーナ美術館にある『マグダラのマリア』は、これが宗教画であることを忘れさせるほど、甘美で官能的な女性像である。また、ペルジーノの描く人物はレオナルド・ダ・ヴィンチのそれと比較して輪郭線が明瞭である。

## 代表作

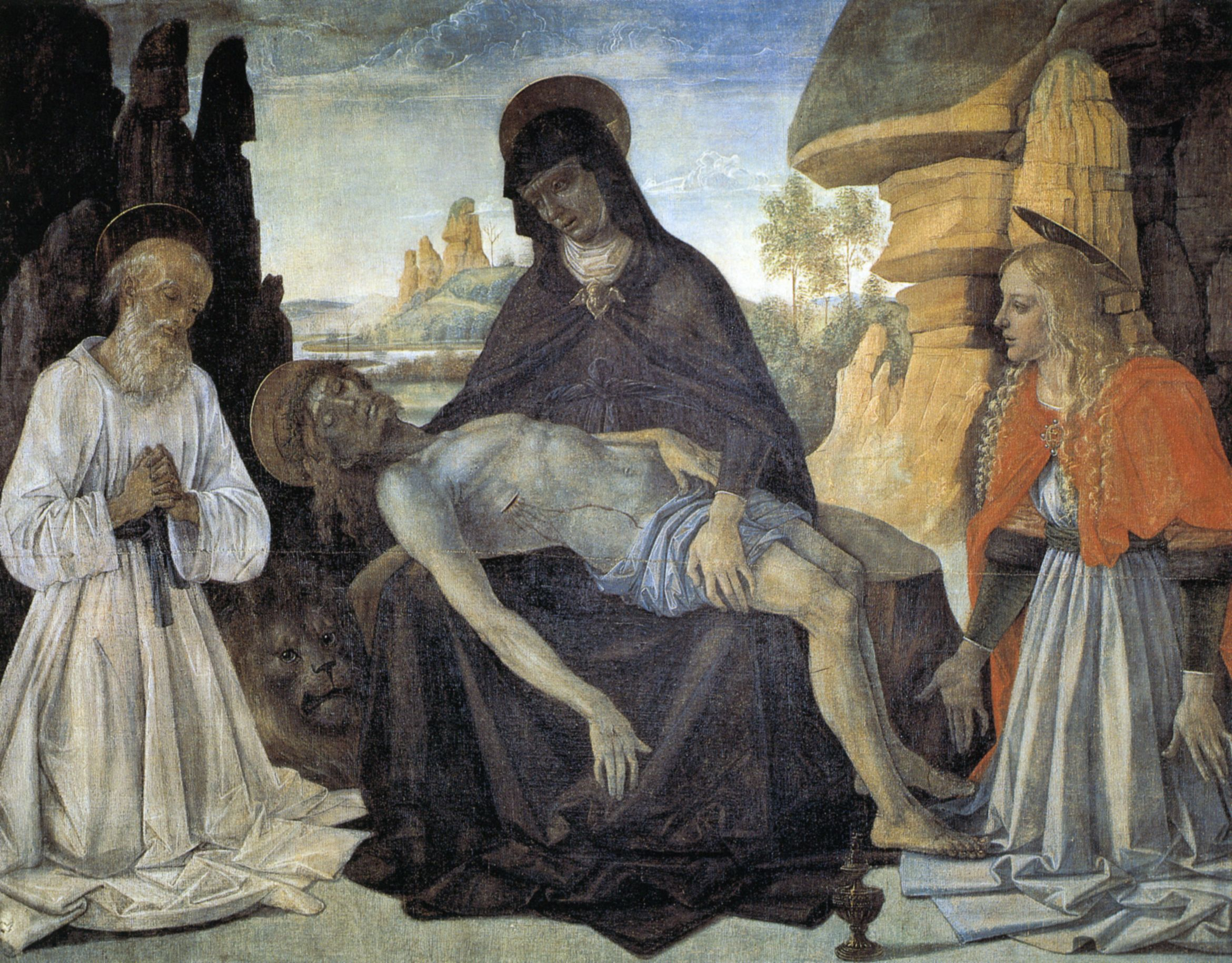
『聖ヒエロニムスと聖マグダラのマリアをともなうピエタ』1473年 ウンブリア国立絵画館収蔵
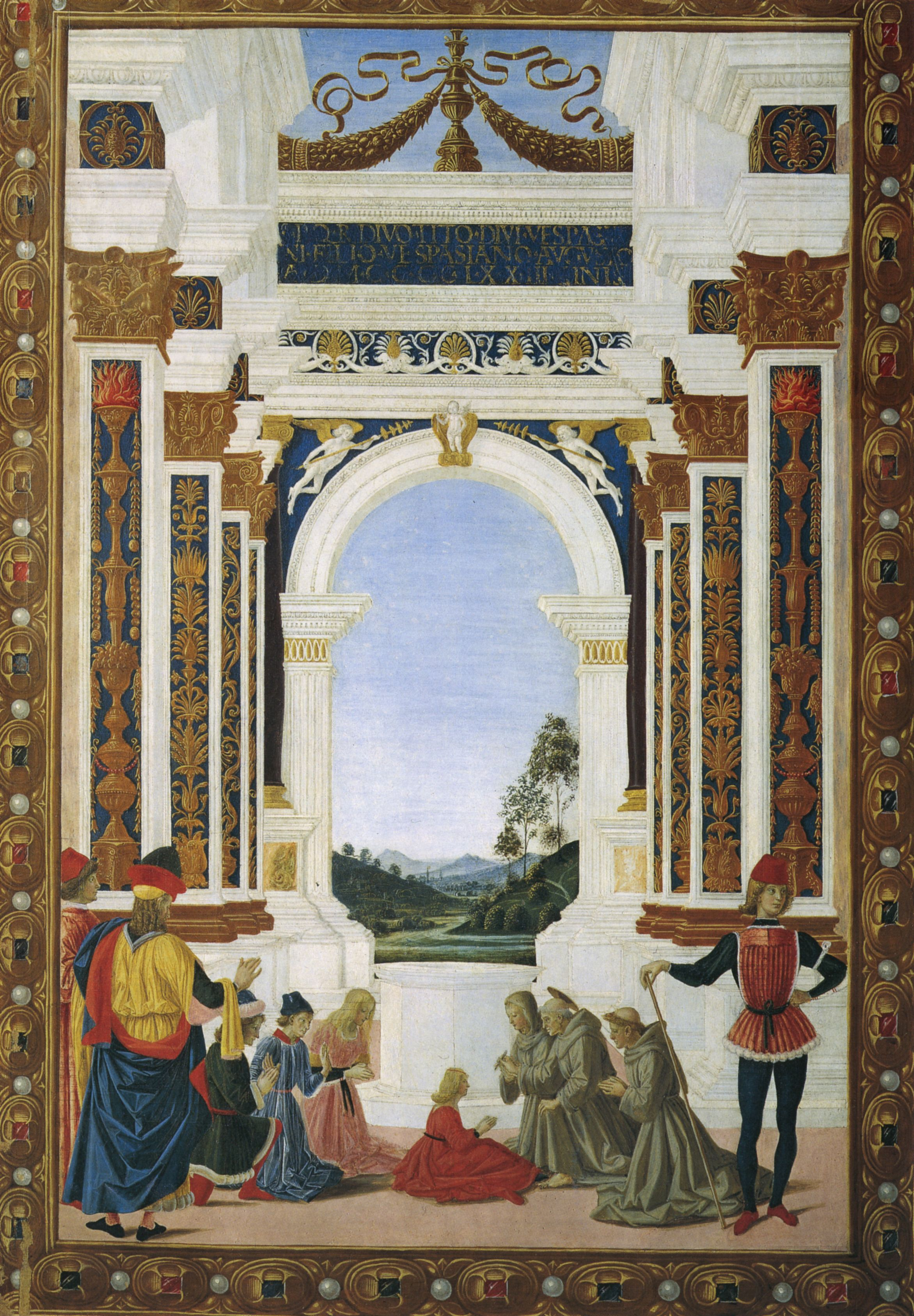
『ジョヴァンニ・アントニオ・ペトラッツィオ・ダ・リエーティの娘の潰瘍を治療する聖ベルナルディーノ』1473年 ウンブリア国立絵画館収蔵
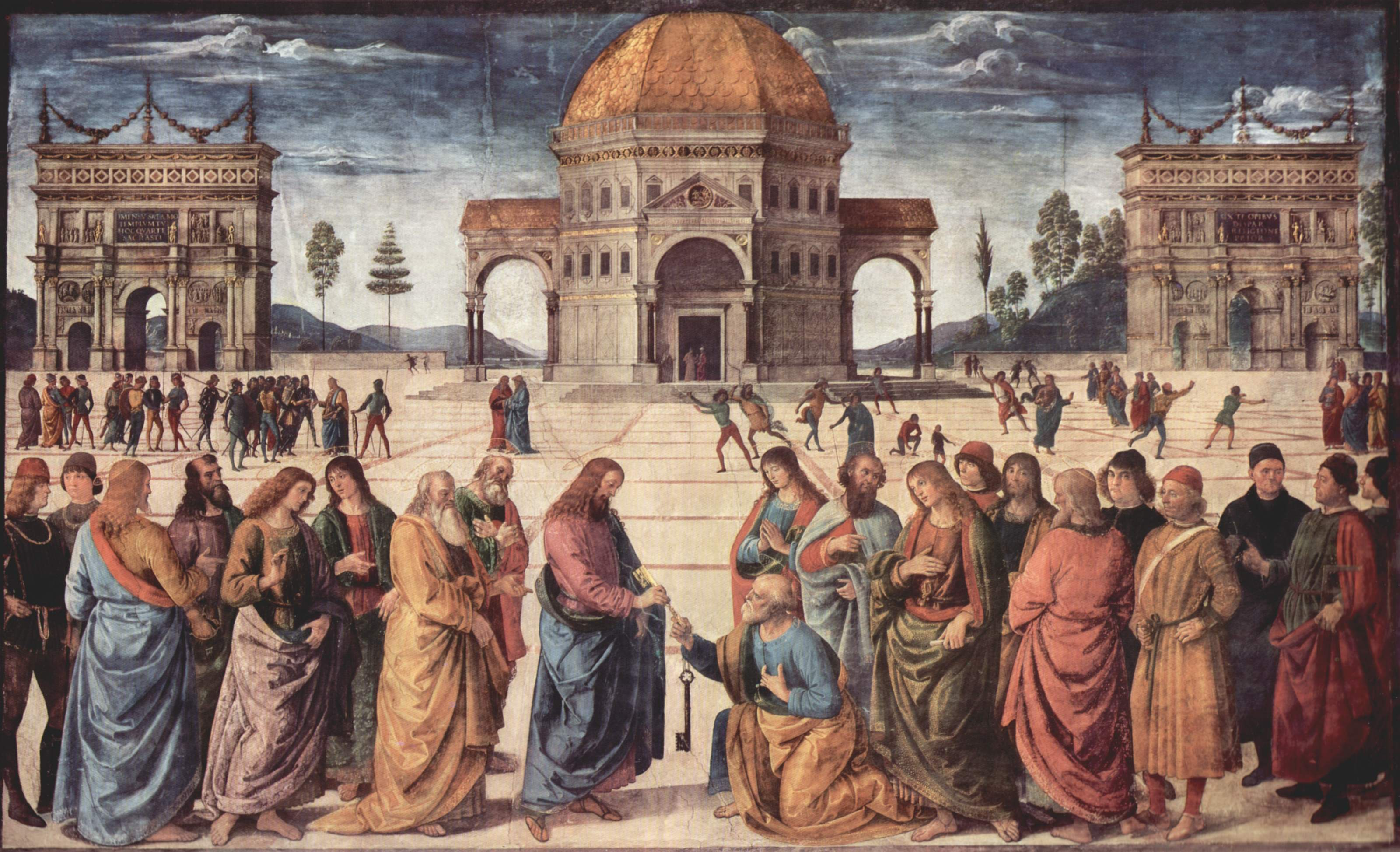
『聖ペテロへの天国の鍵の授与』1481年-1482年 システィーナ礼拝堂収蔵）
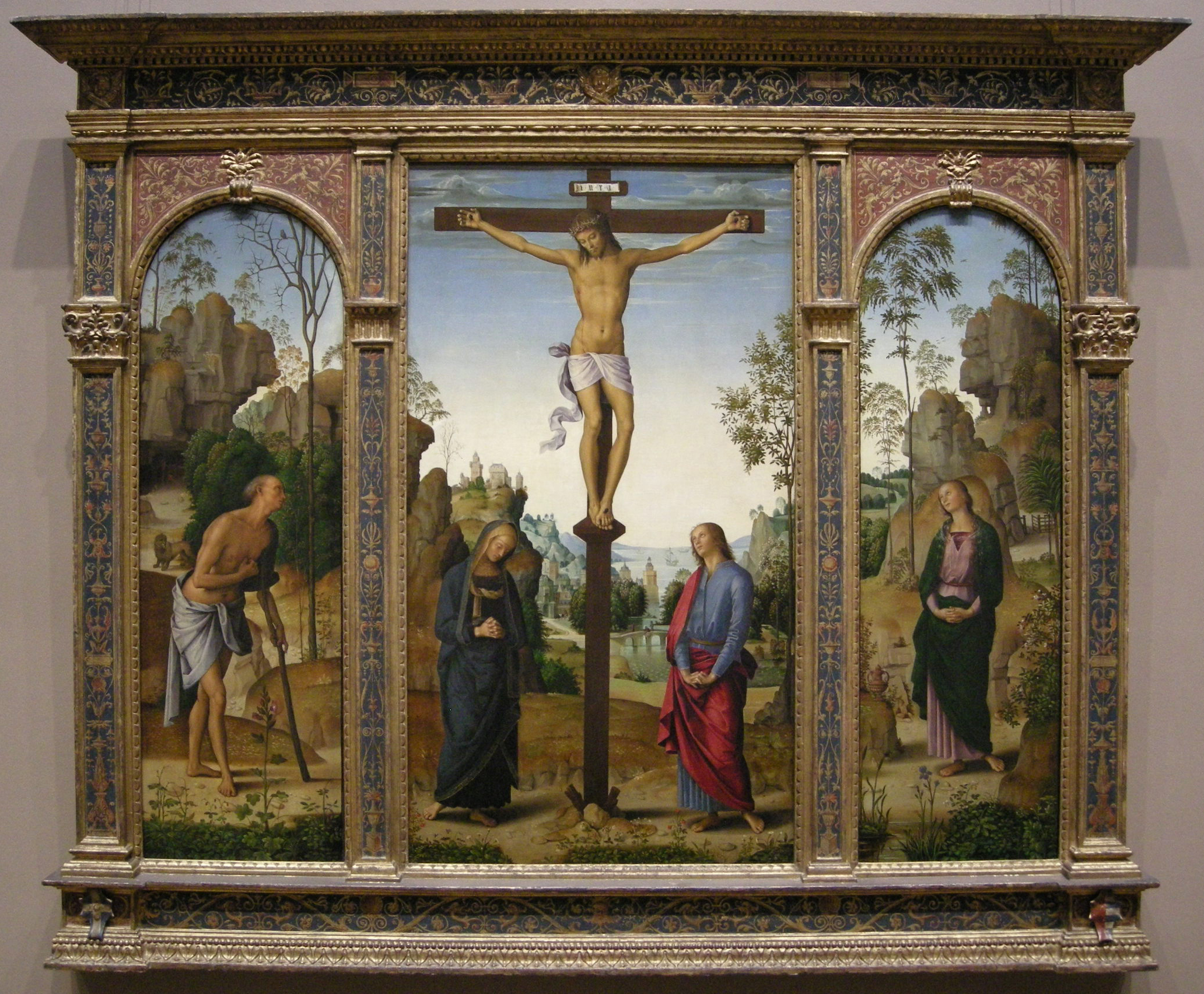
『ガリツィン三連祭壇画』1485年頃 ナショナル・ギャラリー (ワシントン)収蔵
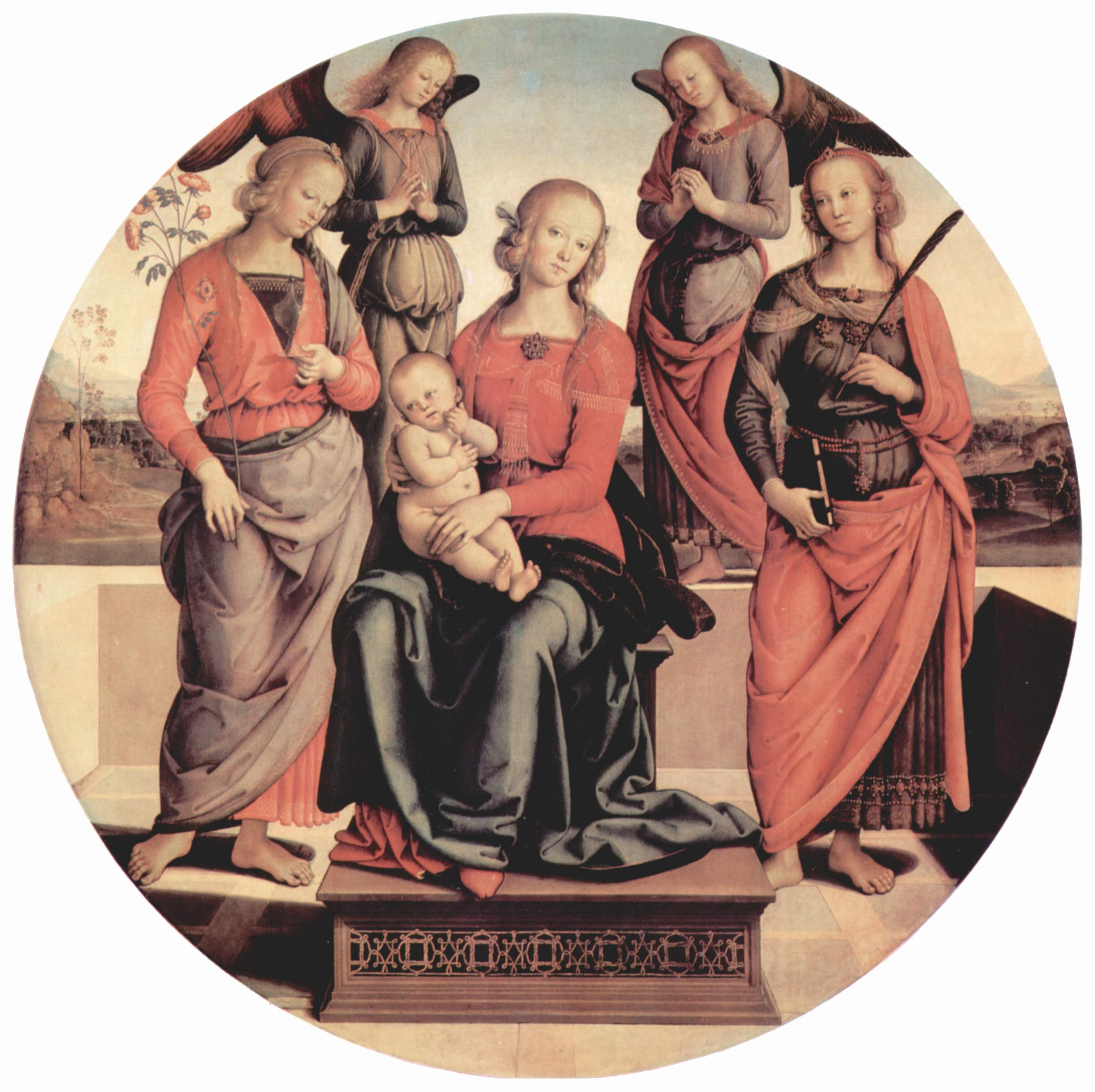
『玉座の聖母子と2聖人、2天使』1492年頃 ルーヴル美術館収蔵
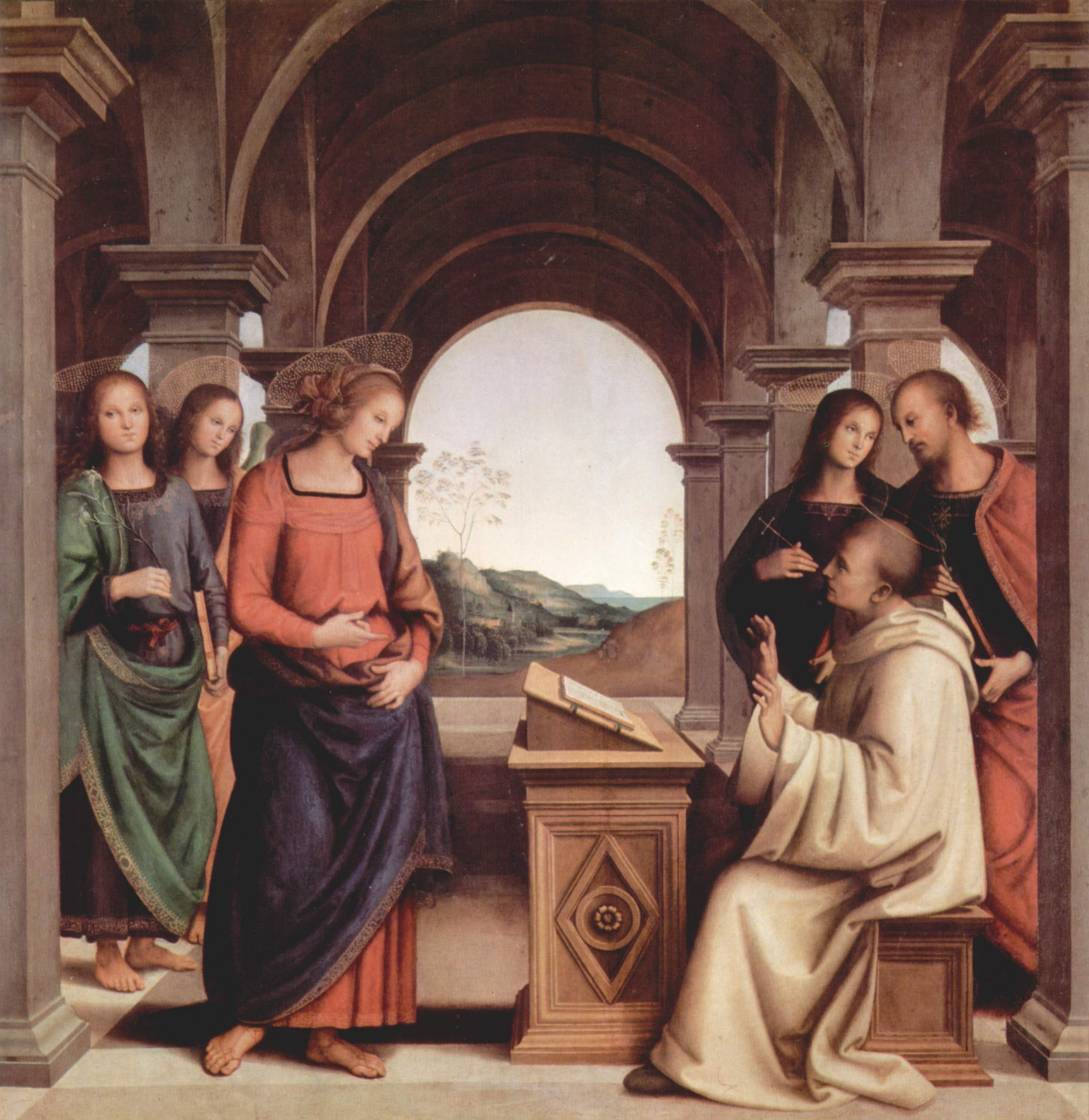
『聖母の聖ベルナルドゥスへの顕現』1493年頃 アルテ・ピナコテーク収蔵
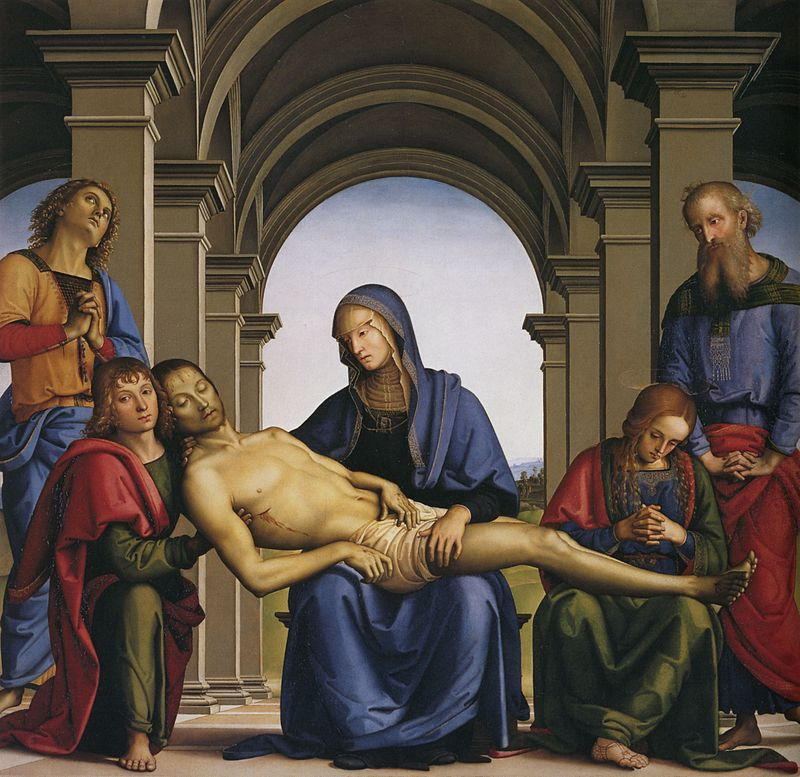
『キリストの哀悼』1483年-1493年頃 ウフィツィ美術館収蔵
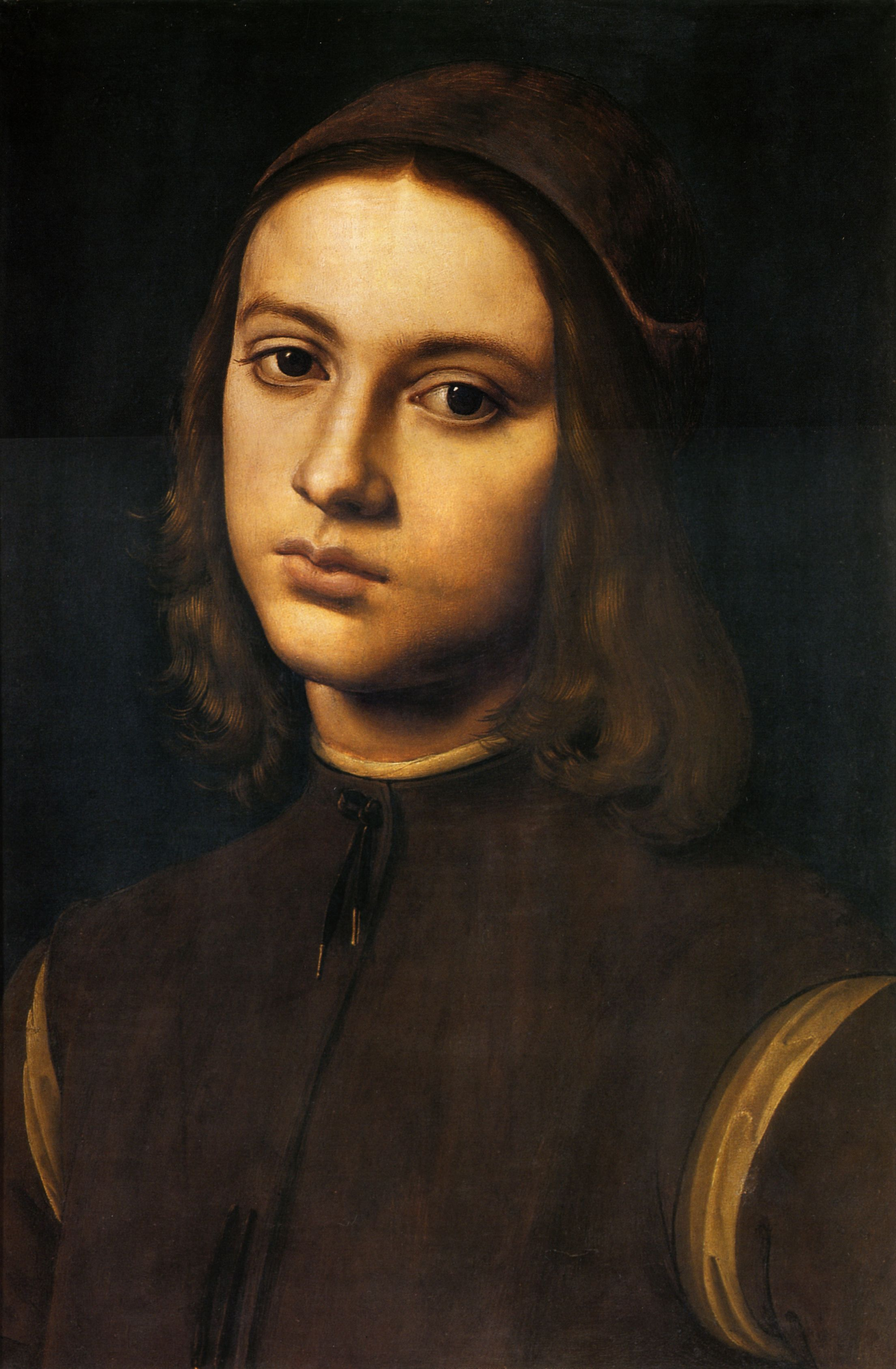
『若い男の肖像』1495年 ウフィツィ美術館収蔵
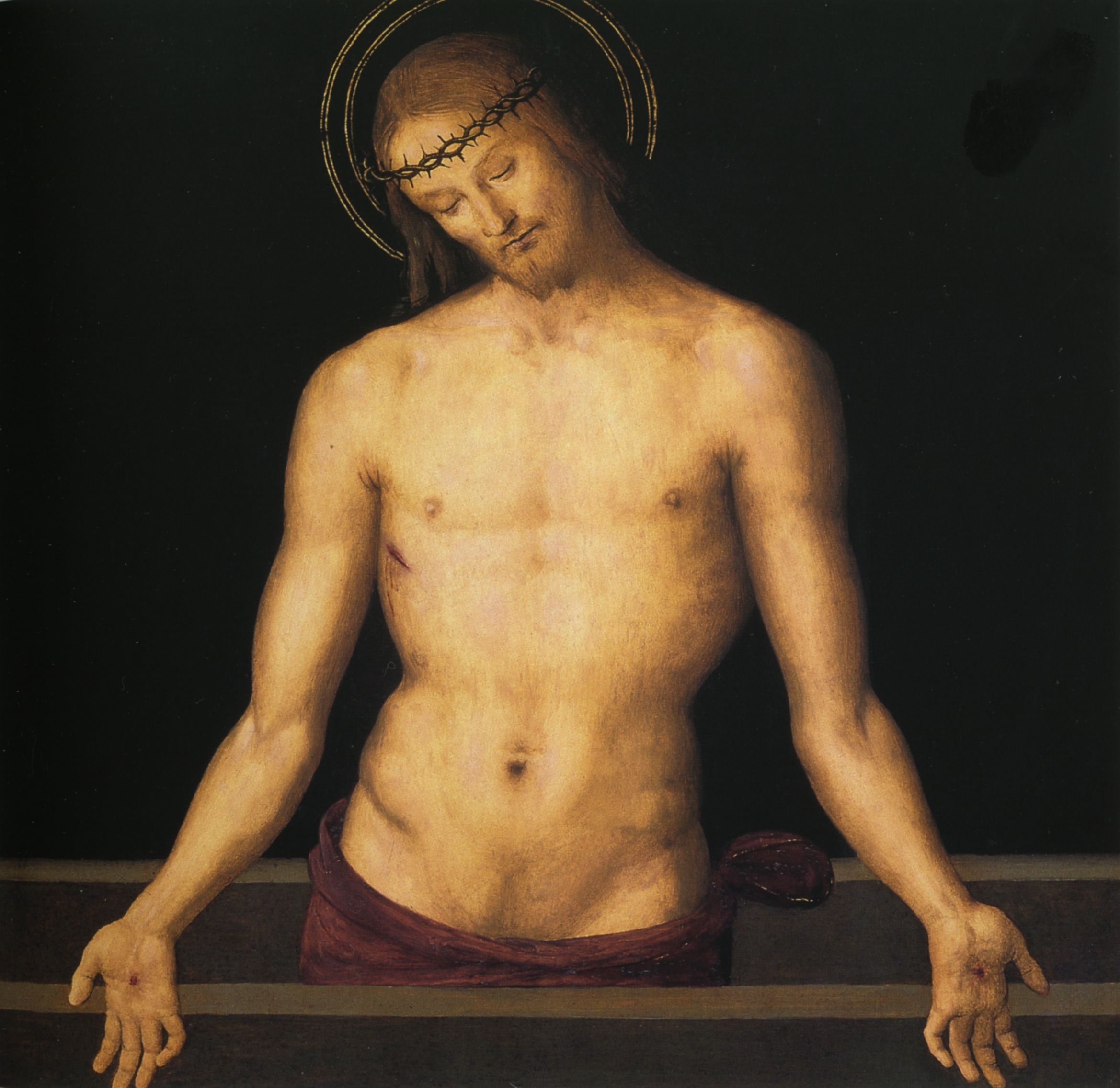
『石棺の上のキリスト』1495年 ウンブリア国立絵画館収蔵
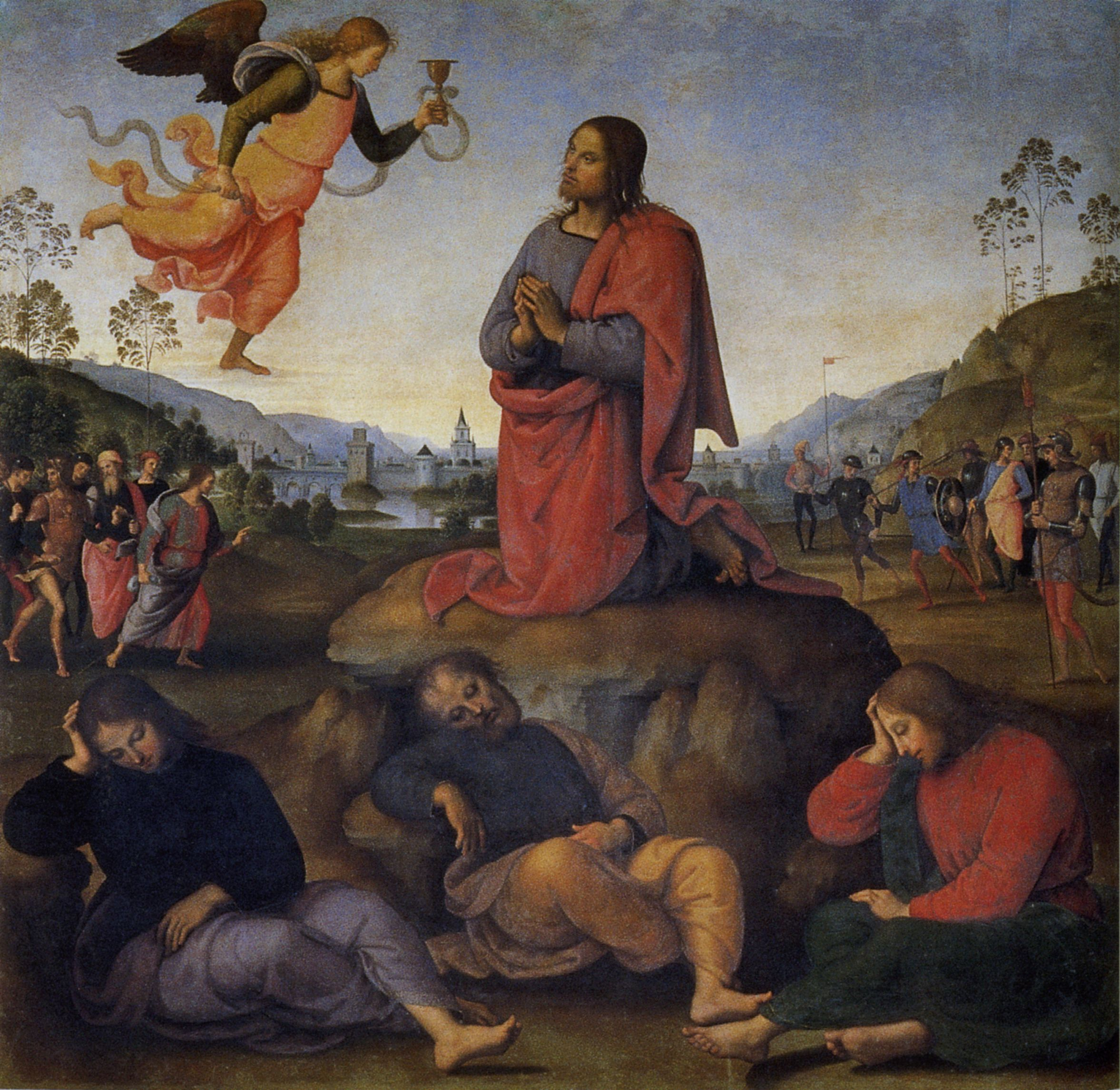
『ゲツセマネの祈り』1493年-1496年頃 ウフィツィ美術館収蔵
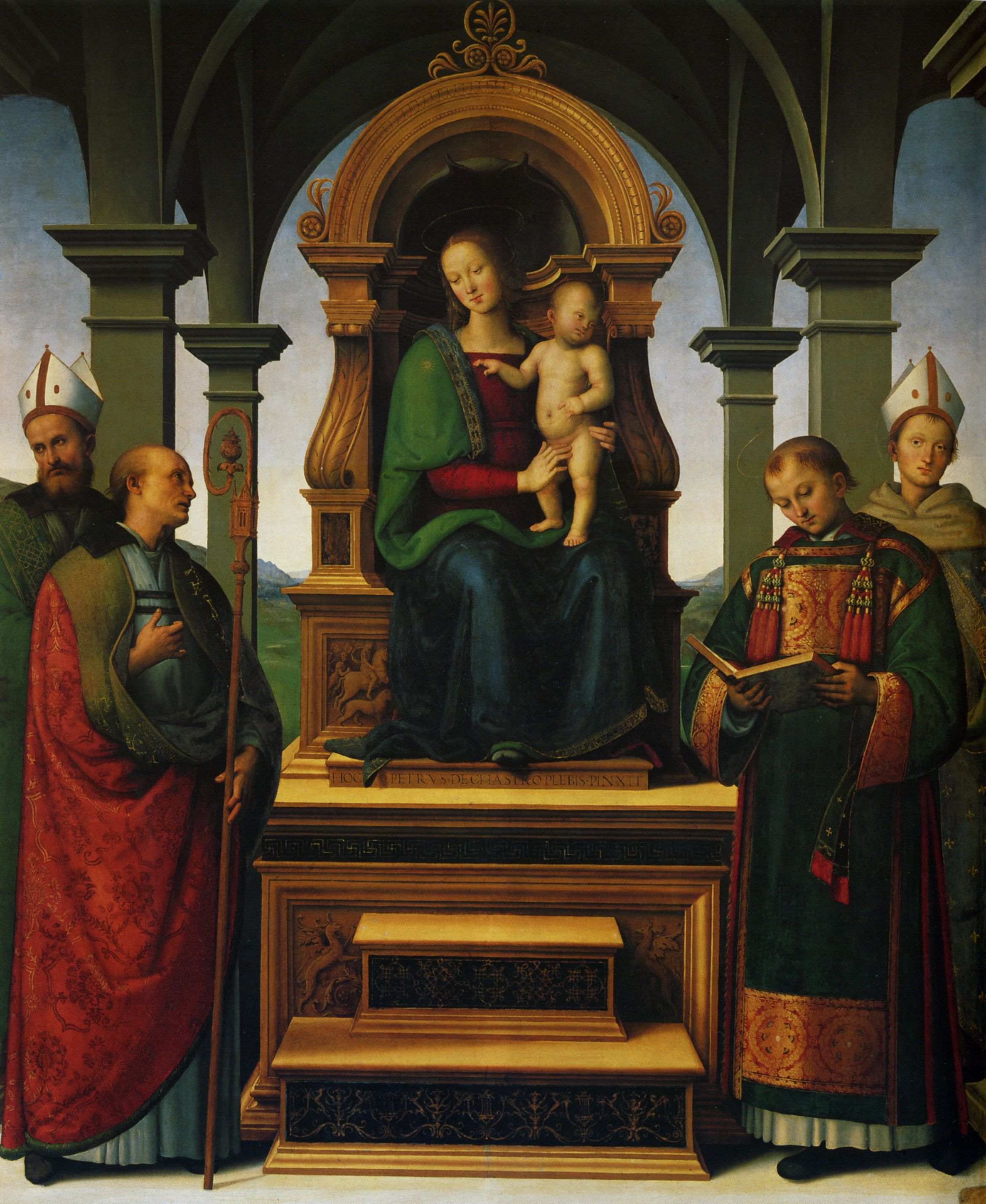
『デチェンヴィリ祭壇画』1495年-1496年頃 ヴァチカン美術館収蔵
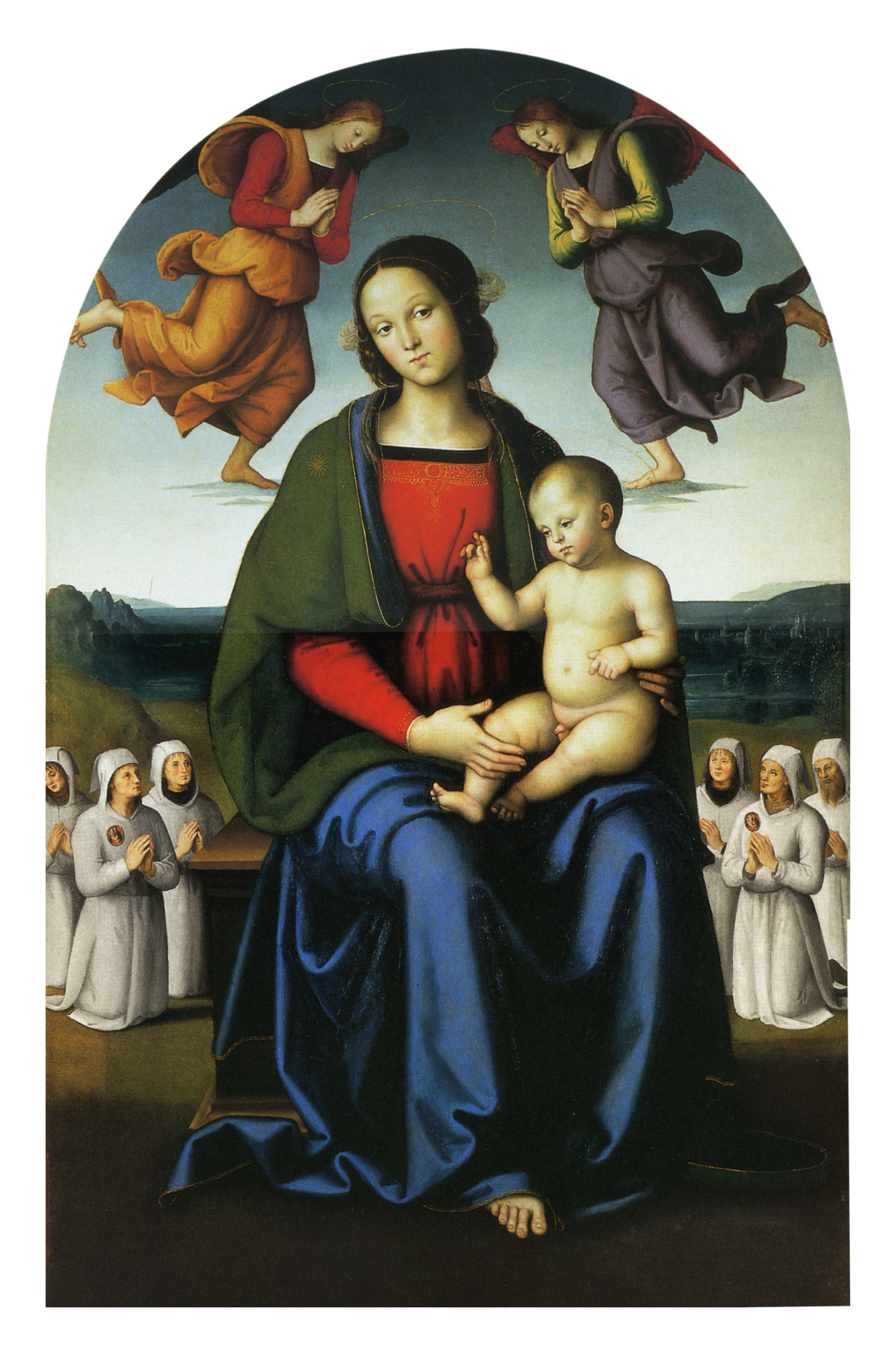
『慰めの聖母』1496年-1498年 ウンブリア国立絵画館収蔵
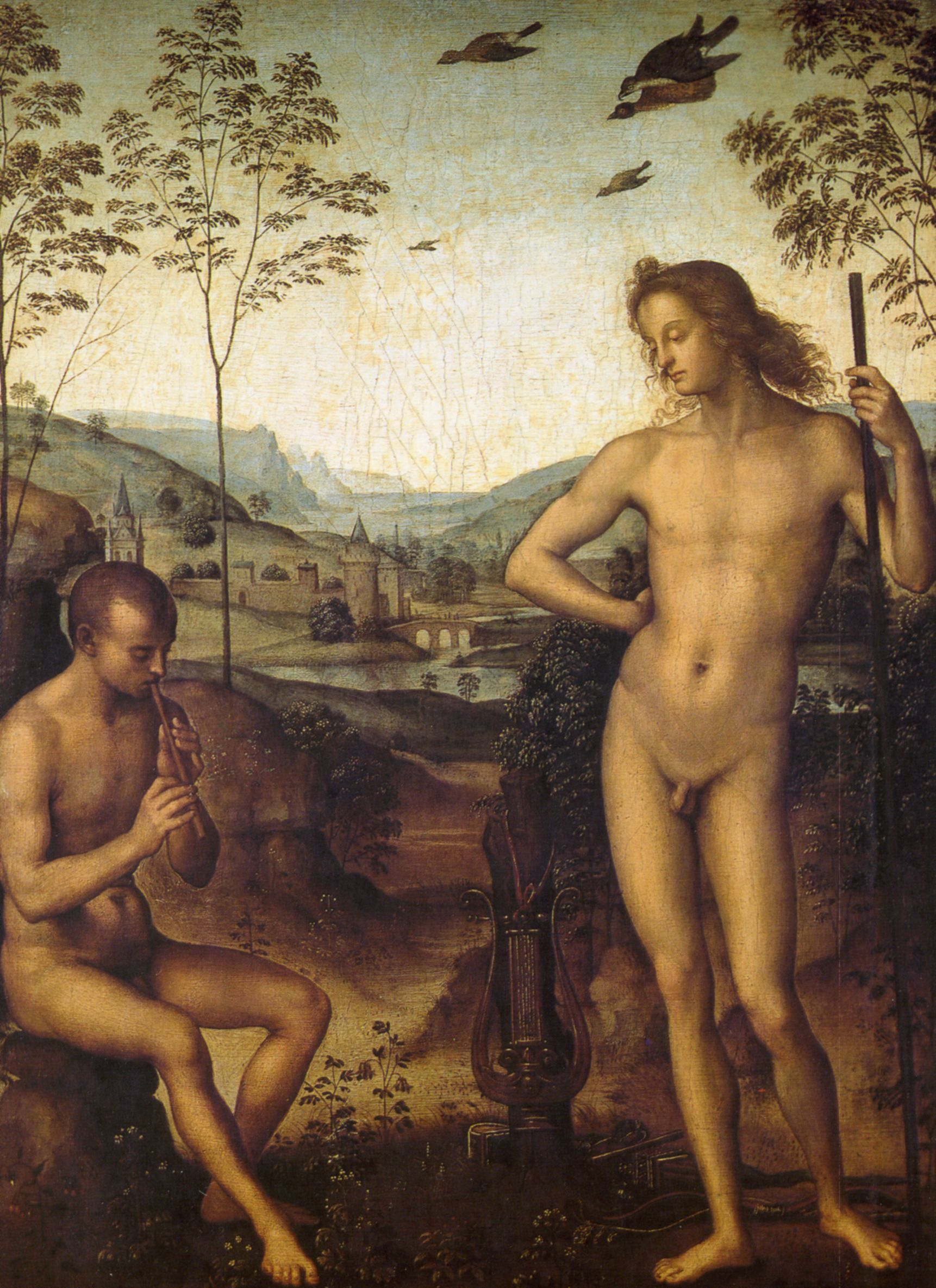
『アポロンとダプニス』1475年から1500年の間 ルーヴル美術館収蔵
『マグダラのマリア』1496年-1500頃 パラティーナ美術館収蔵
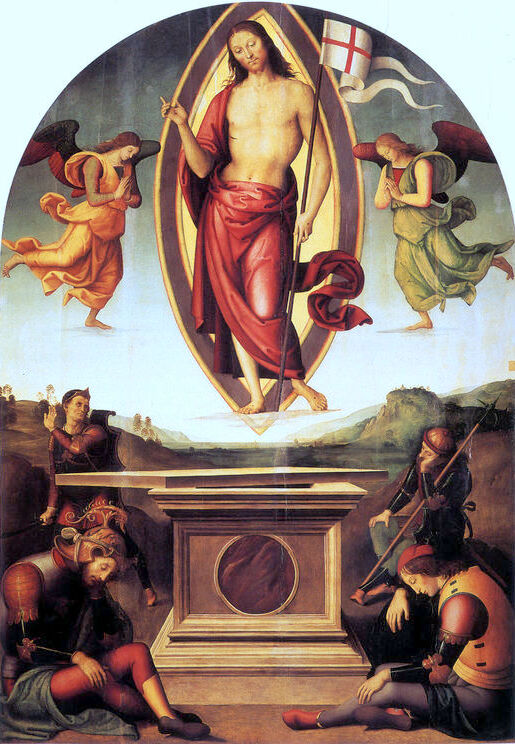
『サン・フランチェスコ・アル・プラートの復活』1499年-1501年頃 ヴァチカン美術館収蔵

- カナの婚礼（ウンブリア国立絵画館収蔵）

他多数